# Виллар-Лубьер
Вилла́р-Лубье́р (фр. Villar-Loubière, окс. Vilard Lobiera) — коммуна во Франции, находится в регионе Прованс — Альпы — Лазурный Берег. Департамент коммуны — Верхние Альпы. Входит в состав кантона Сен-Фирмен. Округ коммуны — Гап.
Код INSEE коммуны — 05182.

## Население
Население коммуны на 2008 год составляло 49 человек.
| 1962 | 1968 | 1975 | 1982 | 1990 | 1999 | 2008 |
| ---- | ---- | ---- | ---- | ---- | ---- | ---- |
| 90   | 95   | 78   | 74   | 59   | 62   | 49   |

## Экономика

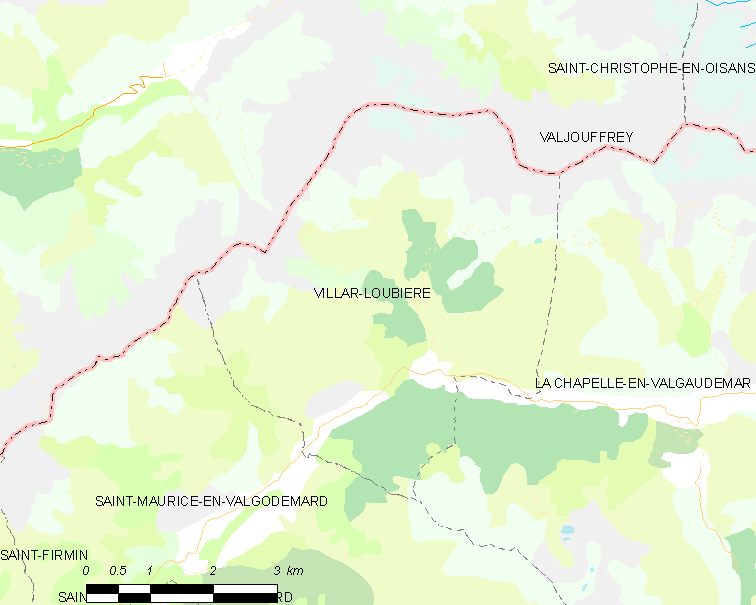
Карта коммуны

В 2007 году среди 30 человек в трудоспособном возрасте (15—64 лет) 21 были экономически активными, 9 — неактивными (показатель активности — 70,0 %, в 1999 году было 72,2 %). Из 21 активных работали 19 человек (10 мужчин и 9 женщин), безработными были 2 мужчин. Среди 9 неактивных 2 человека были учениками или студентами, 6 — пенсионерами, 1 был неактивным по другой причине.

## Достопримечательности
- Мельница, построена в 1838, а восстановлена в 1979 году.